# Dicranomyia sulphuralis
Dicranomyia sulphuralis là một loài ruồi trong họ Limoniidae. Chúng phân bố ở miền Australasia.